# Yale Strom
Yale Strom (* 23. Juni 1957 in Detroit) ist ein US-amerikanischer Filmemacher, Musiker, Komponist, Schriftsteller und Fotograf.
Strom studierte von 1979 bis 1984 Amerikanistik, Judaistik und Möbeldesign u. a. an der New York University. Seit Anfang der 1980er Jahre unternahm er fast achtzig Reisen durch Mittel- und Osteuropa und erforschte die Musik der Roma und die jüdische Musik, wobei er sich bald auf die Klezmermusik seit dem Ende des Zweiten Weltkrieges konzentrierte. Die Ergebnisse seiner Forschungen dokumentierte er in Fotobänden und -ausstellungen, CD-Aufnahmen und Dokumentarfilmen wie At the Crossroads: Jews in Eastern Europe Today (1990) und Der letzte Klezmer – Leopold Kozlowski: Sein Leben und seine Musik (1994).
1981 gründete Strom die Klezmerband Hot Pstromi für die er auch selbst komponierte. Daneben entstanden kammermusikalische Werke und eine Sinfonie, die vom St. Louis Symphony Orchestra uraufgeführt wurde. Weiterhin komponierte er die Musik zur Aufführung von Tony Kushners The Dybbuk im Denver Center, die Musik zu der Serie Fiddlers, Philosophers & Fools: Jewish Short Stories from the Old World to the New des National Public Radio, die von Leonard Nimoy moderiert wurde sowie Film- und Ballettmusiken.
Zu den Musikern, mit denen Strom auftrat, zählen u. a. Mike Block, Andy Statman, Mark Dresser, Marty Ehrlich, Mark O’Connor, Alicia Svigals, Samir Chatterjee, Salman Ahmad, Damian Drăghici, Adam del Monte, Lulo Reinhardt, Sunny Jain, Michael Alpert, Jeremy Kittel und Rachel Barton Pine. An der Gallatin School of Individualized Study der New York University initiierte er einen Kurs Artist-Ethnographer Expeditions. Er ist Artist in Residence des Jewish Studies Program der San Diego State University, gab als Klezmer-Geiger Meisterklassen bei der American String Teachers Association und unterrichtete Klezmermusik beim Mark O'Connor Fiddle Camp.